# Šešići
Šešići su naseljeno mjesto u općini Travnik, Federacija Bosne i Hercegovine, BiH.

## Stanovništvo

### 1991.
Nacionalni sastav stanovništva 1991. godine, bio je sljedeći:
ukupno: 250
- Muslimani - 228
- Hrvati - 16
- Srbi - 1
- Jugoslaveni - 5

### 2013.
Nacionalni sastav stanovništva 2013. godine, bio je sljedeći:
ukupno: 191
- Bošnjaci - 182
- Hrvati - 8
- ostali, neopredijeljeni i nepoznato - 1